# Arrochadeira
A Arrochadeira (também conhecido como Bregadeira) é um gênero de fusão resultante da mistura do arrocha e do pagodão baiano.
O gênero surgiu na década de 2000 no estado da Bahia, tendo como principais influências a instrumentação e percussão eletrônica advinda do pagode baiano e a composição com letras de duplo sentido vinda do arrocha, com fortes evidências do forró eletrônico. O sucesso regional acabou atraindo vários artistas do pagodão baiano, porém a primeira música de repercussão nacional do gênero foi "Metralhadora", da Banda Vingadora.

## História
A arrochadeira ou arroxadeira como era escrita antigamente, foi criada durante a década de 2000, pelo cantor e compositor baiano Dan Ventura ( Natural de Madre de Deus ), que alcançou o sucesso no Nordeste com a banda Bonde do Maluco. O gênero surgiu no contexto de grande ascensão do funk ousadia, do arrocha e do sertanejo universitário, que carregavam letras de duplo sentido carregados de erotismo, com conotação sexual e trocadilhos em forma de sensualidade e no divertimento. Por meio da fusão do arrocha com o pagode baiano, o gênero surgiu com uma temática mais ousada por volta de 2010 no estado da Bahia.
O sucesso regional surgiu por volta de 2014 nas festas tradicionais do interior da Bahia, os "Paredões de Som". A expansão regional impulsionou bandas de pagode baiano aderirem ao gênero em seu repertório, já que o pagode baiano encontrava-se saturado, como É O Tchan. Enquanto isso, novas bandas de arrochadeira surgindo com o passar do tempo. Nesse mesmo período, a Banda Vingadora surge no interior da Bahia e despontou como principal exponente do gênero com canções como "A Minha Mãe Deixa" e "Metralhadora", sendo essa última considerada a música do Carnaval de 2016.